# Mesa Redonda (Lima)
Mesa Redonda es el nombre de un emporio comercial ubicado en el distrito de Lima, en la ciudad homónima, capital del Perú. 

## Contexto

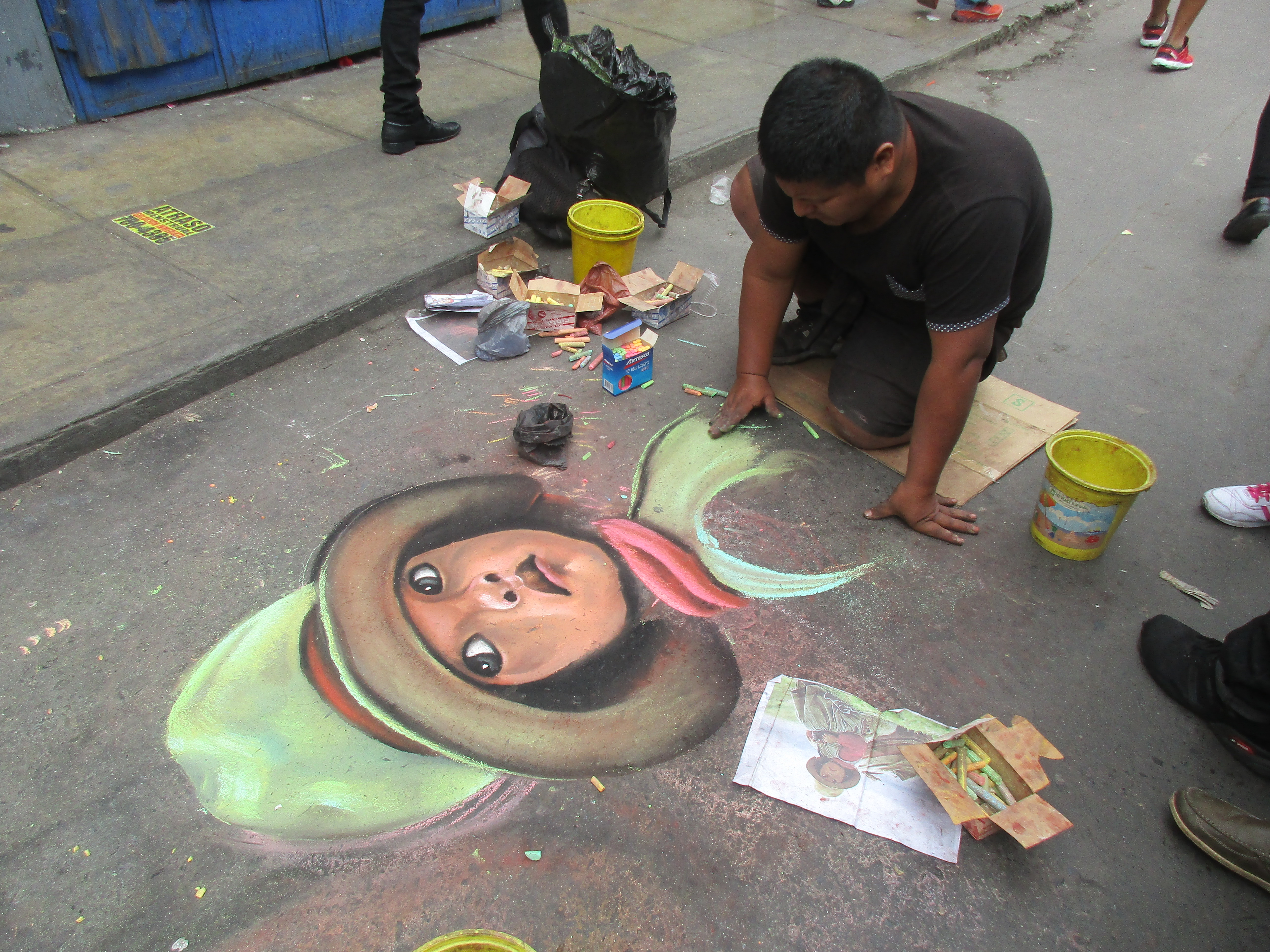
Hombre realizando una pintura con tiza en Mesa Redonda.

La zona está principalmente relacionada con la industria mayorista de la pirotecnia y eventos festivos, comprendida de los negocios cerca de la calle homónima y sus aledaños Cusco, Andahuaylas y Puno, en parte del canal prehispánico de Huatica, considerado como Patrimonio Cultural de la Nación. Ocupa un área alrededor de 90 mil metros cuadrados y albergan alrededor de nueve mil comerciantes, quince mil en 2012, que se encuentran en centenas de tiendas entre las 163 galerías o pequeños centros comerciales.
Inicialmente, según reportó El Comercio en los años 1950, Mesa Redonda fue una zona de venta ambulatoria de comida. El lugar se modernizó en la década de 1980, con la expansión urbana de la metrópolis, y durante el mandato del alcalde Alberto Andrade se alojaron a varios comerciantes. Desde 1994, la galería original es propiedad de Ricardo Wong y operada en conjunto por la Cámara de Empresarios y Comerciantes de Mesa Redonda.
Junto al mercado central es una de las conocidas zonas comerciales del centro de Lima que concentra el mercado popular. Alrededor de 200 mil visitan la galería cada día, con récords de 700 mil compradores para vísperas de Nochebuena, en 2015, y alrededor del millón para el último día del año 2017. En una encuesta de Global Research Marketing en 2014, señala que, uno de cada cuatro encuestados compraría útiles escolares en esta zona. En 2019, los ingresos diarios estimados fueron de 20 millones de dólares.

## Incidentes
El lugar es infame por ser reincidente de los incendios en la ciudad, producto de la invasión del comercio informal, incluyendo la formación de almacenes clandestinas y su expansión en la estrecha calle que obstaculiza sus evacuación. Entre 1991 y 2010, se registraron ocho incendios de considerable magnitud, incluido el sucedido en 2001 con más de 270 fallecidos. Mientras tanto, entre 2014 y 2016, la mayoría de reportes de incendios de la ciudad se realizaron en esta área. En 2021, volvió a registrarse un incendio de bajas proporciones.
En 2003, contó con 11 hidrantes ante un eventual amago de incendio dentro su denominada "zona crítica".
En 2023, la zona comercial fue declarada como zona rígida por la Municipalidad de Lima para evitar la venta ambulatoria y el estacionamiento. En ese año, se realizaron medidas para mitigar las mafias de cobro de cupos mientras se realizan las compras navideñas.